# Улица Академика Арбузова (Казань)
Улица Акаде́мика Арбу́зова (тат. Академик Арбузов урамы) — магистраль в Советском районе Казани. Названа в честь Александра Ерминингельдовича Арбузова — русского химика-органика, лауреата Сталинских премий. До 1969 года носила название улица Нефтяников. В 1977 году на улице установлен бюст-памятник академику.

## Расположение
Проходит с северо-запада на юг-восток и является частью Большого Казанского кольца.
Начинается под эстакадой Сибирского тракта, и заканчивается на пересечении улицы Губкина и проспекта Победы.

## Общественный транспорт
- Автобус: 10, 10а, 45, 46, 55.
- Трамвай: 5, 5а

Остановки: Арбузова, Риф Эль, Академика Губкина.

## Объекты, расположенные на улице
На улице расположены жилые, деловые, прочие торговые и общественные здания.
- Прокуратура Советского района
- Институт органической и физической химии им. А. Е. Арбузова
- Республиканское химическое общество им. Д. И. Менделеева
- Татарский, учебно-курсовой комбинат
- Отдел Военного комиссариата Республики Татарстан по Советскому району
- Казанский молочный комбинат, ОАО Вамин Татарстан
- Детская библиотека-филиал № 37
- Республиканский клинический кожно-венерологический диспансер
- Опорный пункт общественного порядка, Отдел полиции № 12, Гвардейский, Управление МВД РФ по г. Казани
- Бывшее общежитие завода математических машин (№ 4).
- Бывшее общежитие завода ЭВМ (№ 6)[6].
- Жилой дом Казанского молочного комбината (№ 16)[7].